# Saint-Maurice-de-Lestapel
 Saint-Maurice-de-Lestapel  es una comuna francesa situada en el departamento de Lot-et-Garonne, en la región de Nueva Aquitania.

## Demografía
| 145 | 117 | 95 | 85 | 83 | 102 | 104 |
| Para los censos de 1962 a 1999 la población legal corresponde a la población sin duplicidades (Fuente: INSEE [Consultar]) |     |    |    |    |     |     |